# Liste des anciennes municipalités de la communauté urbaine de Montréal
Pour un article plus général, voir Montréal.
Cet article est une liste des anciennes municipalités fusionnées en la ville de Montréal le 1er janvier 2002.
- Ville d'Anjou
- Ville de Baie-D'Urfé
- Ville de Beaconsfield
- Cité de Côte-Saint-Luc
- Ville de Dollard-des-Ormeaux
- Cité de Dorval
- Ville d'Hampstead
- Ville de Kirkland
- Ville de Lachine
- Ville LaSalle
- Ville de l'Île Bizard
- Ville de l'Île-Dorval
- Ville de Montréal
- Ville de Montréal-Est
- Ville de Montréal-Nord
- Ville de Montréal-Ouest
- Ville de Mont-Royal
- Ville d'Outremont
- Ville de Pierrefonds
- Ville de Pointe-Claire
- Ville de Roxboro
- Ville de Sainte-Anne-de-Bellevue
- Ville de Sainte-Geneviève
- Ville Saint-Laurent
- Ville de Saint-Léonard
- Village de Senneville
- Ville de Verdun
- Ville de Westmount